# تعميم المنظور الجنسي
تعميم المنظور الجنساني هو مفهوم السياسة العامة المتمثلة في تقييم الاشتراكات المختلفة للمرأة والرجل في أي إجراء سياسي مخطط له، بما في ذلك التشريعات والبرامج في كافة هذة المناطق والمستويات. يتيح التعميم بشكل أساسي نهجاً تعددياً يميز قيم التنوع بين الرجال والنساء علي حد سواء، وقدم أول مقترح لمفهوم تعيمم المنظور الجنساني في عام 1985 في المؤتمر العالمي الثالث للمرأة في نيروبي بكينيا، ونشرت الفكرة في المجتمع التنموي للأمم المتحدة بينما في عام 1995 تم عرض الفكرة بشكل رسمي في المؤتمر العالمي الرابع للمرأة في بكين بالصين. كما أشير اليها في الوثيقة التي نتجت عن المؤتمر والتي تعرف بمنهاج عمل بكين.

## التعريف

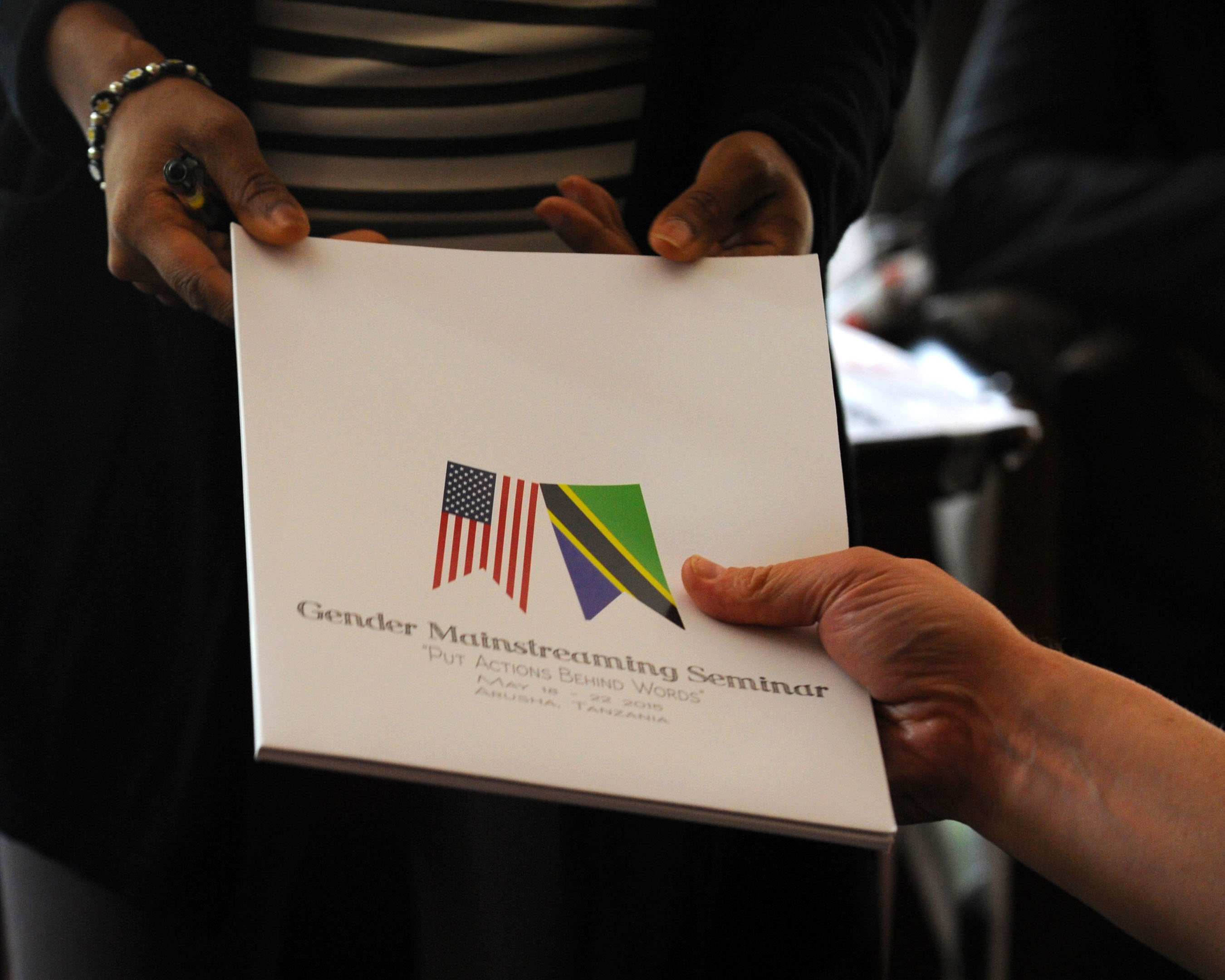
ندوة تعميم مراعاة المنظور الجنسني 2015

تتماشى معظم تعريفات تعميم المنظور الجنساني مع المفهوم الذي حدده بشكل رسمي المجلس الاقتصادي والاجتماعي التابع للأمم المتحدة: 
تعميم المنظور الجنساني هي عملية تقييم الاشتراكات للمرأة والرجل في أي عمل مخطط له، بما في ذلك التشريعات، والسياسات، أو البرامج في كافة المناطق والمستويات. وهي تعتبر إستراتيجية لتمكين المرأة بالإضافة إلى اهتمامات الرجل والخبرات كجزء لا يتجزأ من التصميم، والتنفيذ، والرصد، والتقييم للسياسات والبرامج في كل المجالات السياسية والاقتصادية والاجتماعية، حتى يستفيد الرجل والمرأة علي قدم المساواة ولا تستمر حالة عدم المساواة فالهدف الرئيسي هو تحقيق التكافؤ بين الجنسيين.
هناك نهج مختلفة لتعميم المنظور الجنساني:
المنظور المؤسسي: الطرق التي تعتمد بها منظمات معينة سياسات التعميم والتنفيذ وهي غالبًا ما تشمل التحليل وكيفية تقاطع السياسات القومية مع القواعد والممارسات الدولية.
المنظور المنطقي: طرق الاستفسارات التي تستنخ علاقات القوة من خلال اللغة وشكل القضايا. وهذا النهج غالبًا ما يشمل النظر في الوثائق، والنتائج، واتفاقات السلام لرؤية كيفيه سرد النوع الاجتماعي في السياق السياسي.
وهذه المناهج ليست من الضروري ان تكون تنافسية ولكن يمكن النظر إليها على أنها مجانية.
ومع ذلك، طرق استخدام النهج يمكنها ان تعكس نظريات نسائية مختلفة، على سبيل المثال: تستدعي النزعة النسائية بقوة من خلال التعميم عن طريق النهج الثنائي للنوع الاجتماعي في علاقة وثيقة مع المجال العام لصنع السياسات.
وتتضح الحركة النسائية ما بعد البنيوية من خلال الفكر التعميمي الذي يسعي الي إحلال الفوارق بين الجنسين باعتبارها محور الاختلاف الرئيسي وابراز تنوع السياسة المتعلقة بتداعياتها.

## المبادئ

### أولوية المساواة بين الجنسين
ويحاول تعميم المنظور الجنساني، ضمن أمور أخرى، التأكد من منظور المساواة بين الجنسين في جميع مجالات السياسة العامة. ووفقًا لجاكي ترو، أستاذ السياسة والعلاقات الدولية: «ينبغي تقييم السياسة أو التشريع من منظور ما إذا كانت تقلل من عدم المساواة بين الجنسين أم تزيدها.» وهذا المفهوم للمساواة بين الجنسين لا يقتصر على المساواة الرسمية، بل يشمل أيضًا المساواة الفعلية، وهو نهج أكثر شمولية للسياسة الجنسانية من أجل معالجة الأسباب المترابطة التي تخلق علاقة غير متكافئة بين الجنسين في جميع مجالات الحياة (العمل، والسياسة، والحياة الجنسية، والثقافة، والعنف).
وأشار لومباردو:«أنه ينبغي وجود دليل علي موضوعية المساواة بين الجنسين، السياسات ذات الأهمية الخاصة للمرأة علي سبيل المثال فقد تم إعطاء الأولوية للسياسة الاجتماعية) في المنظمة بين الأهداف المتنافسة (من حيث الموارد المالية والبشرية، ونوع التدابير المعتمدة، وأنظمة التصويت المستخدمة، وما إلى ذلك).»

### إدماج النوع الاجتماعي في السياسات وصنع القرار
يتخذ بوتشويربال نهجًا استقلاليًا يجادل بأنه من أجل النجاح في تعميم المنظور الجنساني في السياسة، يجب إعادة تقييم اللغة واستخدامها لتغيير معاييرالطريقة التي ينظر بها إلى المرأة.
وتاريخيًا أدت الوثائق المتعلقة بالاتفاقات الدولية وترتيبات حفظ السلام والقرارات القانونية إلى استمرار القوالب النمطية التي تقوض المرأة. ويتضح ذلك من خلال استخدام اللغة، كما هو الحال في شعار برنامج نزع السلاح والتسريح وإعادة الإدماج التابع للأمم المتحدة: «رجل واحد، على السلاح».
وينبغي الرجوع إلى المسائل المتعلقة بنوع الجنس في جميع مجالات السياسة العامة. يقول لومباردو: «يجب أن يكون هناك دليل على أن الأجندة السياسية الرئيسية قد أعيد توجيهها من خلال إعادة التفكير وإعادة صياغة غايات السياسة ووسائلها من منظور جنساني»، مشيرا إلى رونق جهان، وهو عالم سياسي، وزعيم ومؤلف نسوي. وكما ينص منهاج عمل بكين، فإن «مشاركة المرأة على قدم المساواة في الحياة السياسية تؤدي دورًا محوريًا في العملية العامة للنهوض بالمرأة.»
وعلاوة على ذلك، ووفقًا لمنهاج عمل بكين، «لا يمكن تحقيق أهداف المساواة والتنمية والسلام دون المشاركة الفعالة للمرأة وإدماج منظور المرأة في جميع مستويات عملية صنع القرار.» ومن ثم، يدعي لومباردو أنه ينبغي تمثيل المرأة والرجل بصورة متكافئة في أي مؤسسة لصنع القرار. يوافق تشارلزورث ويعتقد أنه ينبغي بذل كل جهد ممكن لتوسيع مشاركة المرأة على جميع مستويات صنع القرار.

### بناء السلام بعد انتهاء الصراع

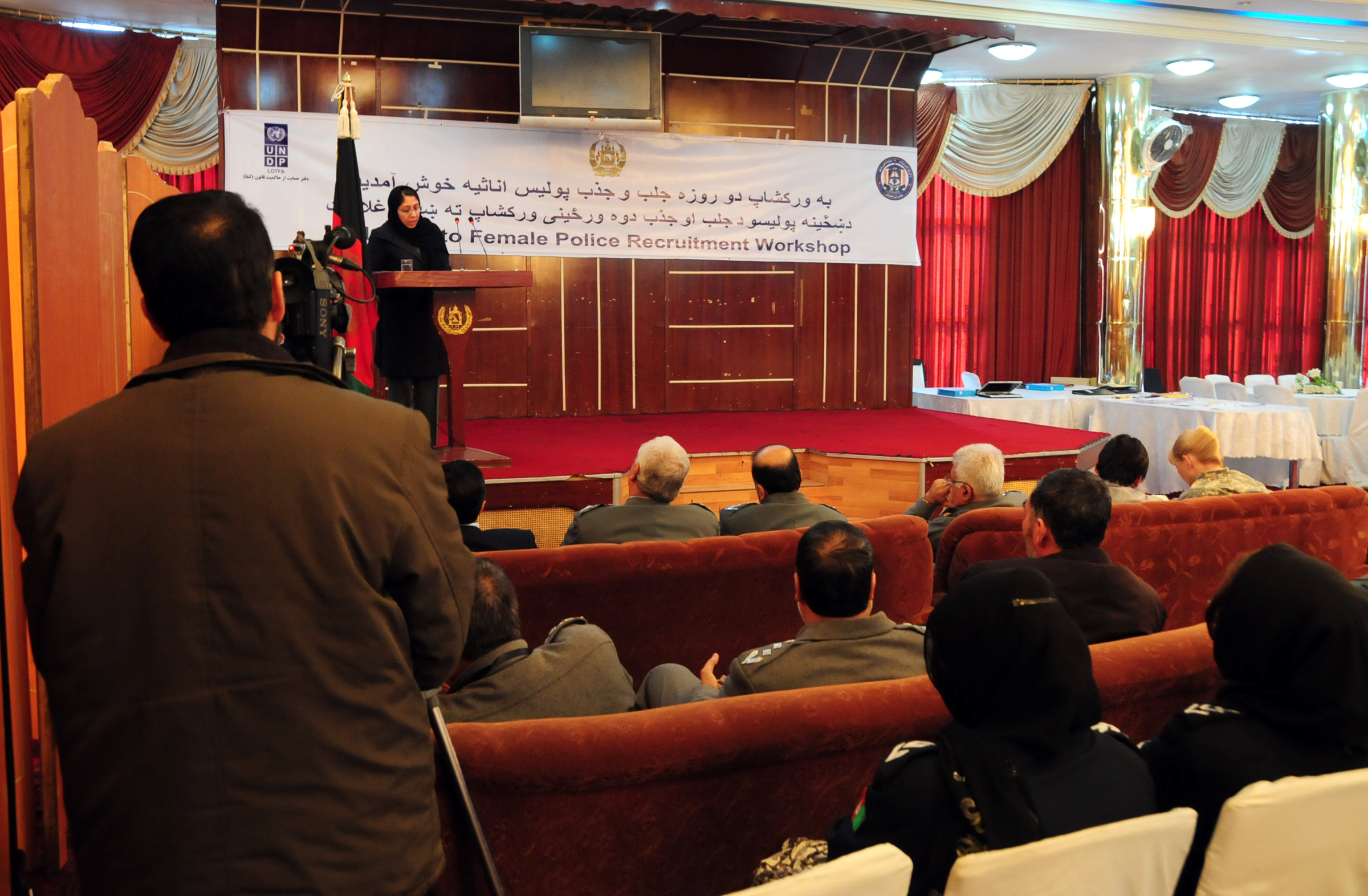
شفيقة قرايشي، مديرة وحدة تعميم مراعاة المنظور الجنساني بالشرطة الوطنية الأفغانية، تتحدث في مؤتمر للشرطة الوطنية الأفغانية حول تجنيد النساء يتناول كيفية تجنيد وتدريب 500 سيدة إضافية لإلحاقهن بقوات الشرطة الأفغانية بحلول عام 2014 بناءً على تكليف الرئيس حامد كرزاي.

ومن مجالات السياسة وصنع القرار التي ستستفيد على وجه الخصوص من تعميم مراعاة المنظور الجنساني بناء السلام بعد انتهاء الصراع، المعروف أيضا باسم (Post-conflict peace-building (PCPB . وقد خلصت بحوث نسوية مختلفة إلى أن الرجال والنساء يواجهون صراعات عنيفة بشكل مختلف، وعلاوة على ذلك، فإن السياسات الحالية المتعلقة ببناء السلام بعد انتهاء الصراع غير كافية في معالجة الوضع المجحف للمرأة في هياكل السلطة التي يهيمن عليها الرجال والتي تعززها جهود بناء السلام في المجتمعات المحلية والدولية على حد سواء. ومن شأن تعميم مراعاة المنظور الجنساني في البرنامج أن يشدد على أهمية الاعتبارات الجنسانية لقضايا معينة تؤثر بشكل غير متناسب على المرأة في أوضاع ما بعد النزاع. وهذا يعني أن السياسة تعكس اعترافًا بالعديد من حالات العنف الجنسي التي ترتكب ضد المرأة أثناء الحرب، وذلك من ضمن مشاكل أخرى تواجهها النساء في المقام الأول أثناء النزاع. وينصب التركيز الرئيسي للجهد المبذول من أجل تعميم مراعاة المنظور الجنساني في سياسة بناء السلام بعد انتهاء الصراع على التقليل من ميل المجتمع الدولي نحو بناء عودة «طبيعية» إلى منطقة ما بعد الصراع. وقد وجد الكثير من البحوث النسوية أن العودة إلى «طبيعية» هي القليل من الراحة للمرأة، التي كانت مثقلة بالنظم الأبوية التي كانت قائمة قبل نشوب الصراع. وكما يشير هاندراهان، فإن المجتمع الدولي المشارك في جزء كبير من هذا البرنامج «يتسامح مع مستويات عالية من العنف ضد المرأة في مجتمعاتهم». وستسعى السياسة التي تعطي الأولوية للجنسانية في تطبيقاتها وأهدافها إلى بناء مجتمع تكون فيه المرأة أفضل حالا من كانت قبل اندلاع الصراع.

### التحولات في الثقافة المؤسسية
ويمكن النظر إلى تعميم مراعاة المنظور الجنساني باعتباره عملية تغيير تنظيمي. ويجب إضفاء الصبغة المؤسسية علي تعميم مراعاة المنظور الجنساني من خلال اتخاذ خطوات وآليات وعمليات ملموسة في جميع أجزاء المنظمة. وفقًا لما ذكره لومباردو، ينطوي هذا التغيير علي ثلاثة جوانب هي: عملية وضع السياسات، وآليات السياسات؛ والجهات الفاعلة في مجال السياسات، وتتضح كما يلي:
1. يعرف التحول في عملية وضع السياسات بأنه «إعادة تنظيم العملية بحيث تعرف الجهات الفاعلة العادية كيفية إدماج المنظور الجنساني» أو إدراج الخبرة الجنسانية «كمتطلبطبيعي لصانعي السياسات»(مجلس أوروبا 1998, 165).[10]
2. وينطوي التحول في آلية السياسات علي: (أ) اعتماد التعاون الأفقي حول القضايا الجنسانية في جميع المجالات، والمستويات، والإدارات المتعلقة بالسياسات. (ب) استخدام أدوات وتقنيات سياسية مناسبة لإدماج المتغير الجنساني في جميع السياسات، ورصد وتقييم جميع السياسات من منظور جنساني.
3. يتم توسيع نطاق الجهات الفاعلة في مجال السياسة العامة المشاركة في عملية وضع السياسات بحيث تشمل، إلى جانب واضعي السياسات وموظفي الخدمة المدنية، خبراء الشؤون الجنسانية والمجتمع المدني.[11]

## الميزانية المراعية للمنظور الجنساني
مقال رئيسي: الميزانية الجندرية
تشمل الميزانية المراعية للمنظور الجنساني أنشطة، ومبادرات تهدف إلى إعداد الميزانيات أو تحليلها من منظور جنساني. ويمكن الإشارة إليها أيضاً بالميزانية المراعية للاعتبارات الجنسانية أو الميزانية المستجيبة للاعتبارات الجنسانية. ولا تهدف الميزانية المراعية للمنظور الجنساني إلى خلق ميزانيات منفصلة عن المرأة، أو زيادة الإنفاق على برامج المرأة. بل هي بالأحرى تهتم بمعالجة شواغل عدم التكافؤ بين الجنسين المتعلقة بالميزانية، على سبيل المثال، كيف تؤثر التسلسلات الهرمية الجنسانية على الميزانيات، والعمل غير المدفوع أو المتدني الأجر القائم على أساس النوع.

## الأمثلة
كما تقول جاكوي ترو، «لقد أسس تعميم المنظور الجنساني كاستراتيجية عالمية من أجل تحقيق التكافؤ بين الجنسين، ومن أجل تحقيق التنمية الاقتصادية المستدامة في منهاج عمل بكين لعام 1995 والذي صدقت عليه جميع الدول الأعضاء في الأمم المتحدة. ويتحتم الآن على الدول والمنظمات الدولية القيام بتعميم المنظور الجنساني. على نحو مماثل، حظيت عملية تعميم المنظور الجنساني بتأييد واسع النطاق من قِبَل الحكومات الفردية والهيئات الإقليمية التابعة للدولة». وفيما يلي قائمة غير شاملة من الأمثلة عن هذه التصديقات.

### نيكاراغوا
أدت انتخابات نيكاراغوا عام 1990 إلى تولي أول امرأة منصب رئيسة البلاد في الأمريكتين. وفي 25 إبريل 1990 أصبحت فيوليتا تشامورو المرأة الأولى والوحيدة التي تتولى منصباً رئاسياً يهيمن عليه الرجال. مما ساعد على تغيير وتعبئة بناء المنظور الجنساني في نيكاراغور. في عام 1993 أُعيد تنشيط منظمة المرأة الساندينية التي كانت تحمل اسم «المعهد النيكاراغوي للبحوث المتعلقة بالمرأة»، وأطلقت عليها حكومة حكومة تشامورو «المعهد النيكاغوري للمرأة» (Nicaraguan Institute for Woman (INIM. كان الهدف من ذلك تشجيع مشاركة المرأة النيكاراغوية في التنمية الاقتصادية، الاجتماعية، الثقافية، والسياسية للبلاد وتعزيز إحداث تغيير في أنظمة تعميم المنظور الجنساني. وبشكل أكثر تحديداً، فإن المؤسسة تهدف إلى تأسيس نظام لمؤشرات التركيز على الجنسين في جميع القطاعات من أجل تحقيق فرص متكافئة في كافة برامج الهيئات الحكومية. وفي عام 1994، عقدت المؤسسة مع 62 مجموعة نسوية مناقشات لحشد مبادراتها وتشكيل مشروع قانون. كما شكلت المناقشات خطة، حددت النظام الأبوي، التحيز على أساس الجنس، والصور النمطية الجنسانية، بهدف الحد من عدم المساواة في التعليم والتوظيف، الحد من العنف.
على الرغم من أن المؤسسة النيكاراغوية للمرأة قد زعمت «بأنها ذات دور فعال في تعميم مباديء واستراتيجيات التكافؤ بين الجنسين في الزراعة، التنمية الاقتصادية الاجتماعية، التعليم العالي، ومنع العنف المنزلي والجنسي،» فإن الجمعية العامة للأمم المتحدة المعنية بالقضاء على التمييز ضد المرأة عام 2007 أثارت عدة شواغل، كتراكم التشريعات الهامة حول حقوق المرأة في البلاد، الافتقار إلى دراسات عن الإجهاض، والموارد المالية المتاحة للمؤسسة.

### تايوان
تحت تأثير مجتمع الأمم المتحدة، زاد استخدام هذا المصطلح في تايوان منذ عام 2000. امتلكت المنظمات النسوية المحلية وجهات نظر مختلفة حول تعميم المنظور الجنساني. حيث اعتبرت بعض المجموعات أنه ينبغي توسيع تعزيز اللجنة المعنية بحقوق المرأة تحت إشراف اليوان التنفيذي، بينما رأت مجموعات أخرى من بينها التحالف الوطني للجمعيات النسائية في تايوان، أن تعميم المنظور الجنساني لا يعد تعزيزاً لحقوق المرأة، إنما تقييماً لجميع السياسات والذي يتطلب منظمة متخصصة.
قادت مؤسسة تعزيز وتنمية حقوق المرأة (Foundation of Women's Rights Promotion and Development (FWRPD دراسة حول تعميم المنظور الجنسي وتنمية المساواة بين الجنسين، وأنتجت مجموعة مرجعية حول النوع الاجتماعي للتعليم والتدريب، وأسست شبكة من المجموعات النسائية، كما شاركت في المبادلات الدولية في الاجتماعات المتعلقة بقضايا المرأة والتي تعقدها منظمة الأمم المتحدة ومنتدى التعاون الاقتصادي لدول آسيا والمحيط الهادئ.

### فيينا، النمسا
في أواخر عام 2006، أمر مجلس مدينة فيينا، عاصمة النمسا، باتخاذ عدة تدابير لتعميم المنظور الجنساني بالنسبة للمرافق العامة والمناطق. وسوف تعرض الصور التوضيحية والرسوم البيانية المعلوماتية صورة ظلية لرجل يحمل طفلاً بين ذراعيه من أجل نصح الركاب في محطة مترو الأنفاق بتخصيص مقاعد للآباء الذين يملكون أطفالاً.
سيتم تمييز مسارات الهروب في حالات الطواريء بواسطة لائحة مربعة تعرض سيدة طويلة الشعر تجري وهي مرتدية حذاءها ذات الكعب العالي.
وتستخدم روضة أطفال تجريبية منطقة لعب مفتوحة مرنة بدلاً من «زوايا اللعب المنفصلة» ذات السيارات المخصصة للعب وألعاب الليجو المخصصة للأولاد أو الدُمى والمواقد المخصصة للفتيات. في بعض رياض الأطفال التجريبية، تم إعادة كتابة الحكايات التقليدية، وأيضاً تم إعداد كتاب أغاني يتضمن نساء ناشطات.
شملت تغييرات البنية التحتية ملاعب «للجنسين» لمنتزهات المدينة، التي تشجع الفتيان والفتيات الصغارعلى الاندماج كما تم إعادة تصميم أعمدة المصابيح في الشوارع لجعل الحدائق والأرصفة أكثر أماناً للركض في وقت متأخر من الليل.

### عمليات الأمم المتحدة لحفظ السلام
بدأت الأمم المتحدة تعترف بأهمية تعميم المنظور الجنساني كأداة نحو تحقيق التكافؤ بين الجنسين في منتصف التسعينات، كما تم استعراضه في منهاج عمل بكين والتقرير المقدم من الأمين العام إلى المجلس الاقتصادي والاجتماعي. وفي أكتوبر/ تشرين الأول لعام 2000 أصدر مجلس الأمن التابع للأمم المتحدة قرار رقم 1325، وهو قرار يدعو إلى تعزيز مشاركة المرأة في منع نشوب النزاعات، إدارتها، وتسويتها.
حظى مجال حفظ السلام باهتمام خاص، وأقر مجلس الأمن "بالحاجة الملحة لجعل المنظور الجنساني اتجاهاً سائداً في عمليات حفظ السلام". وقدم المجلس طلباً إلى "الأمين العام، حسب الاقتضاء، أن يتضمن في تقريره لمجلس الأمن، التقدم المحرز في تعميم المنظور الجنساني في كل بعثات حفظ السلام، وجميع الجوانب الأخرى المتصلة بالنساء والفتيات. ونتيجة لذلك أصبح هناك زيادة في عدد العاملات في مجال حفظ السلام، وفي عام 2012، بلغت نسبة النساء في عمليات حفظ السلام والبعثات السياسية الخاصة 29% من الطاقم العالمي و17% من الطاقم المحلي.  وبمقارنة هذه الأرقام بنسبة تمثيل المرأة في مقرات الأمم المتحدة، والتي تبلغ 48%، نجد أن مشاركة المرأة في عمليات حفظ السلام التابعة للأمم المتحدة مازالت تواجه تحديات.

### الاتحاد الأوروبي
تتألف سياسة المساواة في الاتحاد الأوروبي من ثلاث دعائم: (1) مكافحة التمييز  (2) سياسات العمل الإيجابي و (3) مراعاة المنظور الجنساني.
في التسعينيات، وضع الاتحاد الأوروبي بشكل رسمي تعميم المنظور الجنساني في جدول أعماله، "ترسيخاً للمبدأ في المواد التعاهدية، برامج العمل والاتصالات، وإنشاء هيئات مؤسسية وآليات لتعزيز إدماج المنظور الجنساني في صنع السياسات. وعلى وجه التحديد، قُدِم تعميم المنظور الجنساني عام 1991 في المجتمع الأوروبي كعنصر من عناصر برنامج العمل الثالث المعني بتكافؤ الفرص. حالياً، فإن الأساس القانوني لتعميم المنظور الجنساني في القانون الأوروبي هو المادة 8 من معاهدة تيسيير عمل الاتحاد الأوروبي (TFEU). وتنص المادة على ما يلي: "في جميع نشاطاته، فإن الاتحاد يهدف إلى القضاء على أوجه عدم المساوة، وتعزيز التكافؤ، بين الرجال والنساء".
وفيما يلي عرض غير شامل للمبادرات الحالية للحكم الجنساني في الاتحاد الأوروبي التي تشجع تعميم المنظور الجنساني:
فعلى سبيل المثال، كان تعميم المنظور الجنساني جزءاً من إستراتيجية العمالة الأوروبية، وهو مفهوم أُطلق بواسطة المجلس الأوروبي.وتفرض إستراتيجية العمالة الأوروبية على الحكومات تبني نهجاً يتوافق مع مفهوم تعميم المنظور الجنساني، مع اتخاذ قرار بشأن سياسات التوظيف. ومن هذه الأمثلة الملموسة: القوانين الجديدة لتكافؤ الفرص والتي تتطلب تعميماً (على سبيل المثال، في فرنسا يتعين على الشركاء المحليين تعزيز التكافؤ بين الجنسين من خلل المفاوضة الاجتماعية)؛ التعميم أو التقييم الجنساني في الوزارات الفردية أو مجالات الخدمات العامة (على سبيل المثال، في فنلندا والسويد)؛ والتقييم الجنساني لجميع التشريعات الجديدة. ووفقاً لجيل روبري، أستاذة نظام التوظيف المقارن في مدرسة مانشستر للإدارة، حتى الآن «التجربة كانت مشوشة: على الرغم من النقاش القائل بأن زيادة عمالة المرأة هو أمر حاسم لتحقيق تطلعات أوروبا لمعدل عمالة أعلى تمت الموافقة عليه على نطاق واسع، وهناك التزام أضعف وأكثر هشاشة لتحسين نوعية العمل المتاحة للمرأة».
مثال ثاني هو شبكات المرأة العابرة للحدود. على هذا النحو يمكن أن نستشهد بجماعة الضغط الأوروبية للمرأة (The European Women's Lobby (EWL بوصفها مؤسسة نسوية هامة على مستوى الاتحاد الأوروبي والتي تم إنشاءها في عام 1990. وتعتبر حوالي 2500 منظمة غير حكومية من 30 دولة أوروبية جزءاً من (EWL). وتشجع جماعة الضغط الأوروبية للمرأة (لوبي) "تناسق الجماعات المدنية النسوية على مراحل الاتحاد الأوروبي". قامت المؤسسة بالضغط من أجل زيادة مشاركة المنظمات النسوية في عملية الإدارة الجنسانية. وبالإضافة إلى ذلك فإن المؤسسة تضغط من أجل "إستراتيجية بواسطة الاتحاد الأوروبي لتعزيز، تنفيذ، وتسهيل المجتمع المدني وخاصة مساهمة المنظمات النسائية في المناقشات الأوروبية كجزء أساسي من النموذج الاجتماعي الأوروبي.
ومن المنظمات الهامة الأخرى منظمة المرأة في تنمية أوروبا (Women in Development Europe (WIDE. هذه الشبكة، المنشأة عام 1985، تتكون من منظمات غير حكومية، ومنظمات نسائية، وخبراء في الشئون الجنسانية، ونشطاء في مجال التنمية. تراقب منظمة «المرأة في تنمية أوروبا» السياسات والممارسات التنموية والاقتصادية، وتشارك في العديد من مراحل أنشطة صنع السياسات كمصدر للمعرفة.
من المنظمات الفاعلة في مجال الإدارة الجنسانية المعهد الأوروبي للتكافؤ بين الجنسين (European Institute for Gender Equality (EIGE، الذي أُنشأ في أيار/ مايو 2007. وانتُدِبَت المنظمة «لتوفير الخبرة، تحسين المعرفة، وإبراز المساواة بين الرجل والمرأة».
من الواضح أن هناك العديد من المبادرات على مستوى الاتحاد الأوروبي، منها على سبيل المثال لا الحصر، اللجنة الاستشارية المعنية بتكافؤ الفرص بين الرجل والمرأة، والمجموعة رفيعة المستوى المعنية بتعميم المنظور الجنساني، والمجموعة المشتركة بين الخدمات المعنية بالتكافؤ بين الجنسين، ومجموعة الخبراء غير الرسمية المعنية بالتكافؤ بين الجنسين في التعاون الإنمائي، ومنظمة المرأة في أوروبا من أجل مستقبلنا المشترك.

## الانتقادات

### عدم فعالية النتائج
وتزعم ماريا سترانيجاكي ، الأستاذ المساعد في قسم السياسة الاجتماعية بجامعة بانتيون، ان الأثر التحويلي لتعميم مراعاة المنظور الجنساني كان ضئيلًا وأن تطبيقه أدي إلى نتائج متناقضة. وقد أتاح فرصًا هامة لسياسات محددة في مجالات السياسات الجديدة، بينما أضعف العمل الإيجابي في سياسات أخرى. وتزعم كذلك أنه، في عام 2003 على الأقل، لم يؤثر تعميم مراعاة المنظور الجنساني في مجالات السياسات الأساسية أو في إحداث تغيير جذري في عمليات السياسات داخل المؤسسات الأوروبية.
ويقول البعض ان تعميم مراعاة المنظور الجنساني لم يزد من مشاركة المرأة في صنع القرار. وكما تلاحظ شارليورث، «فان المجال الأكثر قابلية للقياس ، وهو نسبة تعيين النساء في الوظائف الفنية والادارية بمنظمة الأمم المتحدة، لم يشهد أي تقدم. وفي 2004، كانت النساء تشغلن 37.4% من هذه المناصب. ومن المتوقع أن يصل معدل النمو السنوي نحو بلوغ هدف 50%، إلى 0.4%. وعلي رأس هذا النمو البطيء، هناك تسلسل هرمي كبير يستند إلى الجنس. في 30 حزيران/يونيو 2004، كانت النساء تشغلن 83.3% من المناصب في أدني المستويات المهنية (فئة P-1)، في حين شغلن 16.7% في المائة فقط من أعلي مستوي من الموظفين، أي وكلاء الأمين العام». وفي نفس السياق ، وفيما يتعلق بالاتحاد الأوروبي ، يفيد لومباردو أنه في عام 2003، كانت نسبة النساء 20% فقط ممثلي رؤساء الدول أو الحكومات الأعضاء ، و 10% فقط من ممثلي البرلمانات الوطنية ، 31.25% فقط من ممثلي البرلمان الأوروبي وما إلى ذلك.
والادعاءات الحقيقية بأن تعميم المنظور الجنساني لا ينتهي بمجرد زيادة عدد النساء في مؤسسة محددة. إنما يتعلق بتغيير الوعي الاجتماعي، بحيث يتم بالفعل تحليل آثار أي سياسة على كل من المرأة والرجل قبل تنفيذها. وفي حين أنه من الضروري ان تعمل الحركات النسوبة مع المؤسسات الرئيسية، فإن قدرة تعميم مراعاة المنظور الجنساني علي القضاء على الطابع الذكوري المتأصل في المؤسسات تتفاوت وفقًأ لخصائص السياسة، والطابع السياسي للمؤسسة، وعمق مشاورات المؤسسة مع المجتمع المدني والأعضاء الآخرين في حركة حقوق المرأة. ان خطر تعميم مراعاة المنظور الجنساني هو أنه يجب القيام بالكثير من الحلول الوسط لتحقيق مكاسب صغيرة، ويمكن ان تؤدي إلى ما تطلق عليه النسوية وعالمة الاجتماع كارول داينز، "الحركة النسائية التدريجية" (trickle-down feminism) -أي أن "العمل علي زيادة المراتب التي تشغلها النساء في وظائف النخبة بدون وجود إستراتيجية لتغيير اقتصادي واجتماعي أوسع يمثل نوعًا من "الحركة النسائية التدريجية".

### سوء التنفيذ
وتلاحظ شارليورث أنه «على الرغم من أن تشجيع اعتماد مفردات التعميم لم يكن أمرًا صعبًا، فانه لا توجد أدلة كثيرة علي الرصد أو المتابعة. ومن المشاكل الثابتة بالنسبة لجميع المنظمات التي اعتمدت تعميم مراعاة المنظور الجنساني ترجمة الالتزام إلى عمل.» وتابعت: «كشف استعراض سياسات تعميم مراعاة المنظور الجنساني المنفذة في إطار برنامج الأمم المتحدة الإنمائي والبنك الدولي ومنظمة العمل الدولية عدم كفاية الميزانية الموجهة للعناصر الجنسانية في المشاريع، وعدم كفاية تنمية المهارات التحليلية، وضعف الإشراف علي تنفيذ العناصر الجنسانية والافتقار العام إلى الالتزام السياسي داخل المنظمة وعلي الصعيد القطري علي حد سواء.»

### إعاقة التقدم
تزعم ستراتيجاكي أنه قد تم تهميش الإجراءات الإيجابية بعد إطلاق تعميم مراعاة المنظور الجنساني نتيجة للطريقة المحددة التي استخدم من خلالها المعارضون للمساواة بين الجنسين تعميم مراعاة المنظور الجنساني. ووفقًا لستراتيجاكي، "تتفق جميع تحليلات [تعميم مراعاة المنظور الجنساني] علي انها إستراتيجية تكميلية للسياسات السابقة الخاصة بالمساواة بين الجنسين مثل التشريع المتعلق بالمساواة في المعاملة والعمل الإيجابي لكنها لا تحل محلها". غير انها تقول أيضا انه "في بيئة عدائية لسياسة المساواة بين الجنسين (أي الهياكل الأبوية للمنظمات المؤسسية أو مدي انتشار أهداف السياسة التي تتنافى مع المساواة بين الجنسين، وما إلى ذلك)، يمكن تصور [تعميم مراعاة المنظور الجنساني] وتطبيقه كبديل للعمل الإيجابي واستخدامه للتقليل من الهدف النهائي العام المتمثل في تحقيق المساواة بين الجنسين.
والحقيقة هي ان المحاولات الرامية إلى تعميم المنظور الجنساني في المؤسسات الدولية أدت في الواقع إلى تهميشه وزيادة إغفاله في كل من مجالات السياسة العامة. وفقًا لأن ماري جوتز(Anne-Marie Goetz)، أستاذ الإكلينيكية في جامعة نيويورك، وجوان ساندلر (Joanne Sandler) مستشارة المساواة بين الجنسين والتنمية التنظيمية، من المفارقات أن تعميم المنظور الجنساني ينطوي علي خطر كونه مسؤولية الجميع، ولكن لا أحد في نفس الوقت. ويمكن لتعميم مراعاة المنظور الجنساني ان يتيح لمن هم في السلطة من غير المهتمين حقًا بالحركة النسوية تبني لغة حقوق المرأة، وهو ما يعكس سياسات القوة التي أصبحت اداة تستخدم لإضفاء الشرعية علي أعمال الحكومات. وبذلك فإن تعميم مراعاة المنظور الجنساني ينطوي على تقديم المشورة للحكومات أكثر من النهوض بالمساواة بين الجنسين.

### انتقادات أخرى
مع القضاء على الاختلافات، من المرجح أن تكون الحركة النسوية التي يتم تعميمها هي من نوع النسوية الغربية أو البيضاء أو نسوية الطبقة المتوسطة. وعندما يتم إتخاذ قرارات التعمبم في المنظمات الدولية من قبل النخبة، فإنها قد تقوض مدخلات الجماعات النسوية المحلية.
وعندما تصاغ سياسات تعميم مراعاة المنظور الجنساني بدون أقسام استشارية من الحركة النسوية (أي مؤسسات المجتمع المدني المعنية بحقوق المرأة)، فإنها تفتقر إلى الخبرة الفنية على الأرض. كما أن القرارات ذات الصلة بالسياسات المتعلقة بنوع الجنس والتي تتخذ بدون استشارة جماعات من الحركة النسائية لا تظهر إرادة سياسية واضحة لمعالجة عدم المساواة بين الجنسين. وعندما تتواصل المؤسسات مع حركة حقوق المرأة فإنها تدلل على الشفافية، والشمولية، والمساءلة، وتجعل من المرجح أن يتم رصد عملية التنفيذ بصورة أكثر عناية. على سبيل المثال، فإن الأهداف الإنمائية للألفية، بوصفها محاولة لمراعاة تعميم المنظور الجنساني في التنمية، قد تم صياغتها بقدر ضئيل من التشاور مع الجماعات النسوية. وقد أدت الأهداف الإنمائية للألفية إلى قدر كبير من النقاش النظري حول محتوى الأهداف، ولكن تنفيذها شهد تحليلاً أقل.
وهذا يسلط الضوء علي الاتجاه الذي يجعل من تعميم مراعاة المنظورالجنساني ستارًا تستخدم فيه المرأة ككيان اقتصادي. حيث يتم وضع المرأة ضمن إطار النهوض بالنمو الاقتصادي، بدلاً من المثل الأعلى المعياري المتأصل الذي يتيح للمرأة والرجل تقلد مناصب متساوية في السلطة في المجتمع .
- تاريخ الحركة النسوية
- مراعاة المنظور الشبابي

## وصلات خارجية
- WomenWatch، بوابة الأمم المتحدة للمساواة بين الجنسين وتمكين المرأة.
- Women's Empowerment، بوابة برنامج الأمم المتحدة الإنمائي لتمكين المرأة والمساواة بين الجنسين.
- Active work for Gender Equality، كتيب صادر عن الرابطة السويدية للهيئات والمناطق المحلية SALAR بعنوان: «العمل النشط لتحقيق المساواة بين الجنسين - تحدي يواجه البلديات ومجالس المقاطعات.»
- EIGE، الموقع الرسمي للمعهد الأوروبي للمساواة بين الجنسين.
- The European Community of Practice on Gender Mainstreaming، الشبكة التعليمية الخاصة بالمفوضية الأوروبية حول مراعاة تعميم المنظور الاجتماعي في الصندوق الاجتماعي الأوروبي.